# 万子湖乡
万子湖乡，是中华人民共和国湖南省益阳市沅江市下辖的一个乡镇级行政单位。

## 行政区划
万子湖乡下辖以下地区：
加禾社区、万子湖村、小河嘴村、白沙湖村、管竹山村、明朗山村、莲花村、澎湖村和渔舟村。